# Karmosintopas
Karmosintopas (Topaza pella) är en sydamerikansk fågelart i familjen kolibrier.

## Kännetecken
Karmosintopasen är en av de större kolibriarterna, med en vikt på tio till 15 gram. Hanen och honan skiljer sig åt till utseendet, hanens fjäderdräkt har inslag av karmosinrött till orangerödaktigt och violett, medan honan är mer grönaktig. Två av hanens stjärtpennor är också särskilt långa och böjda inåt så att de korsas, till skillnad från honans kortare stjärtpennor. 
Näbben är något böjd och ganska kort, en utformning som gör att fågeln kan komma åt nektar från flera olika sorters blommor.

## Utbredning och levnadssätt
Karmosintopas förekommer i regnskogarna i norra Brasilien, Surinam, Guyana, Franska Guyana och Venezuela. Den håller oftast till i regnskogens kronskikt. Den kan uppvisa territoriellt beteende gentemot andra kolibrier, på så vis att den kan köra bort dem från en viss födotillgång.

## Systematik och taxonomi
Karmosintopasen betraktas ofta som samma art som eldtopas (Topaza pyra). De båda arterna tillsammans med jakobinerna i Florisuga utgör en egen underfamilj, Florisuginae. Denna är systergrupp med eremiterna och hela denna grupp är i sin tur systergrupp med alla övriga kolibriarter.

### Underarter
Karmosintopasen delas in i två underarter med följande utbredning:
- Topaza pella pella – syödstra och södra Venezuela österut till Surinam och söderut till centrala Amazonområdet i Brasilien (Rondônia)
- Topaza pella smaragdulus – Franska Guyana och östra Brasilien (Amapá och centrala Pará, från Tapajósflodens östra strand till Río Tocantins
- Topaza pella microrhyncha – östra Amazonområdet i Brasilien (Marajó och nordöstra Pará öster om Río Tocantins

## Status och hot
Arten har ett stort utbredningsområde och en stor population, men tros minska i antal, dock inte tillräckligt kraftigt för att den ska betraktas som hotad. Internationella naturvårdsunionen IUCN kategoriserar därför arten som livskraftig (LC). Världspopulationen har inte uppskattats, men den beskrivs som ovanlig.

### Trycka källor
- Schou, Per (red.). Djur: illustrerad guide till världens djurliv, Globe Förlaget, 2007. ISBN 0-7513-3427-8